# 拉法葉鎮區 (伊利諾伊州奧格爾縣)
拉法葉鎮區（英語：LaFayette Township）是位於美國伊利諾伊州奧格爾縣的一個行政鎮區。

## 地方資料
根據2010年美國人口普查的數據，拉法葉鎮區的面積為45.20平方千米，當中陸地面積為45.20平方千米，而水域面積為0.00平方千米。當地共有人口170人，而人口密度為每平方千米3.76人。